# Turun Suunnistajat
Turun Suunnistajat (abgekürzt TuS) ist ein Orientierungslaufverein aus der südwestfinnischen Stadt Turku.
Der Verein wurde am 23. Januar 1954 gegründet. Die Herrenstaffel gewann 1994 die beiden bedeutenden Staffelläufe Jukola in Finnland und Tiomila in Schweden. Die Jukola gewann TuS daraufhin noch 1996 und 2001. Die Frauenstaffel mit den beiden Schweizerinnen Vroni König-Salmi und Simone Niggli-Luder gewann 2002 die Venla und 2003 die Tiomila. 
Die Turun Suunnistajat zählen über 420 Mitglieder. 1961 und 1972 war der Verein selbst mit der Ausrichtung der Jukola beauftragt. 2015 wird der Verein die Jukola mit dem Verein Paimion Rasti ausrichten.

## Erfolge
Jukola & Venla:
- Sieger Herren: 1994, 1996 und 2001
- Sieger Damen: 2002

Tiomila:
- Sieger Herren: 1994
- Sieger Damen: 2003

25-manna:
- Sieger: 2000

Finnische Staffelmeisterschaft:
- Sieger Herren: 1968 und 1997
- Sieger Damen: 2005

## Bekannte Athleten
- Troy de Haas (* 1979)
- Vroni König-Salmi (* 1969)
- Matthias Niggli (* 1973)
- Simone Niggli-Luder (* 1978)
- Jørgen Rostrup (* 1978)
- Janne Salmi (* 1969)